# Kalendarium powstania warszawskiego – 27 września

## 27 września, środa

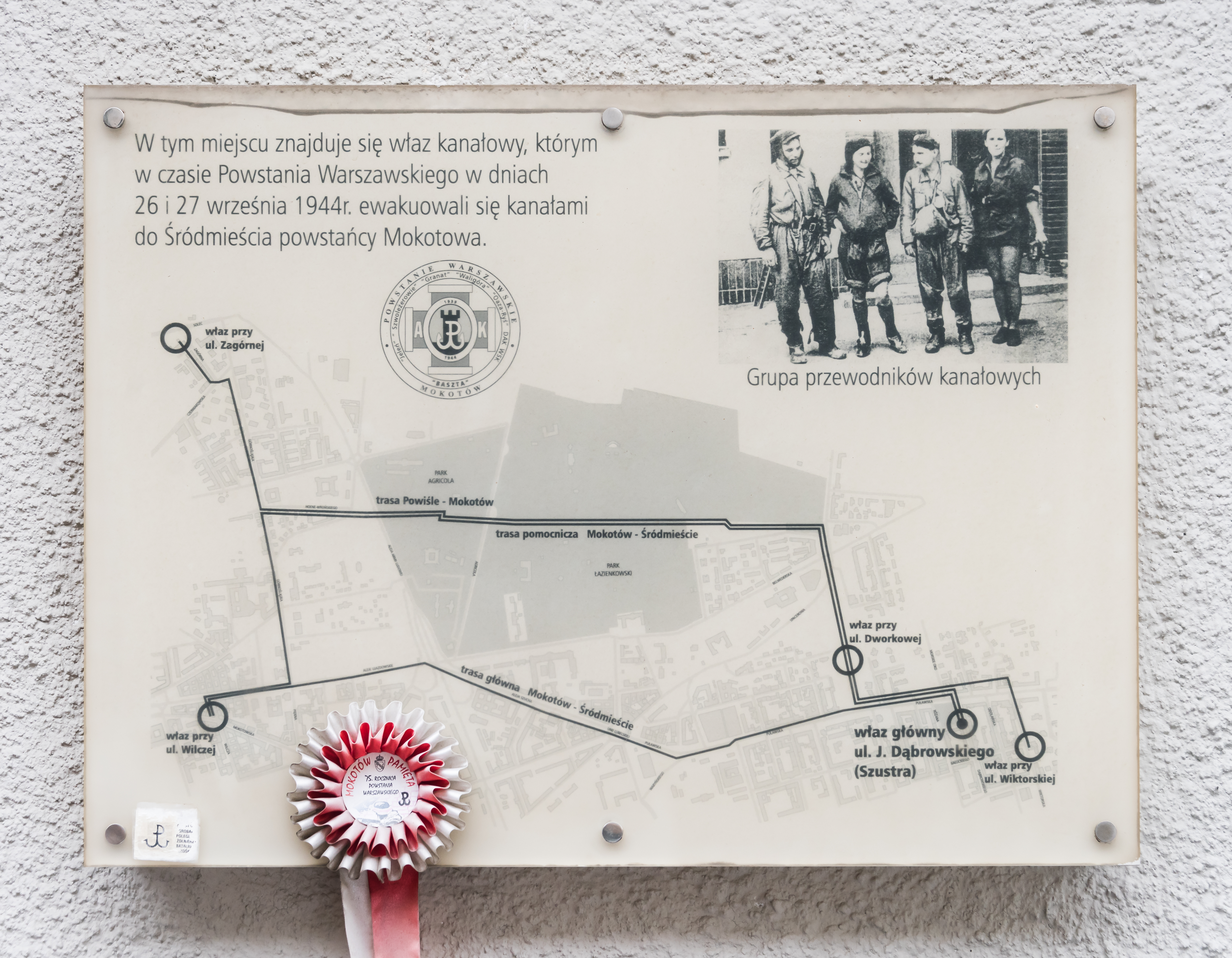
Tablica upamiętnięjąca ewakuację kanałami z Mokotowa z ul. Szustra (Dąbrowskiego)

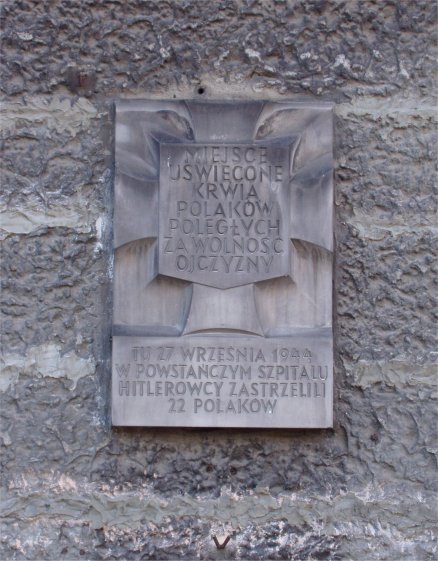
Przy ul. Dobrej 37 na Powiślu

Odbyła się ewakuacja kanałami z Mokotowa do Śródmieścia Południowego. Około 140 żołnierzy błędnie przeszło przez kanał prowadzący na ul. Dworkową, opanowaną przez Niemców; zostali rozstrzelani przez Schutzpolizei. 
Wielu ruszających w drogę, nie dotarło na miejsce; ostatecznie do Śródmieścia dotarło ok. 800 osób. Dowództwo Obwodu także opuściło Mokotów. 
W dzielnicy tej pozostało kilka oddziałów powstańczych, dowodzonych przez m.in. majora Kazimierza Szternala (ps. „Zryw”). Domów przy ul. Belgijskiej broniła grupa powstańców pod dowództwem por. Andrzeja Chyrzewskiego (ps. „Gustaw”). W związku ze zbliżającą się kapitulacją dzielnicy strona polska ok. godz. 7 rano wysłała parlamentariuszy (byli to m.in. mjr Eugeniusz Ladenberger i ppor. Stanisław Potoręcki), aby przedyskutowali sprawę ewakuacji ludności. Pomimo to, ok. 8 Niemcy rozpoczęli natarcie na ten rejon.
Około 13:30 Mokotów skapitulował. Do niewoli poszło ponad 1000 żołnierzy i oficerów (von dem Bach podawał liczbę 2000) oraz ok. 5000 ludności cywilnej.
Z niemieckiej ulotki z 27 września:
Teraz powstańcy z Mokotowa będą mieli okazję jako jeńcy wojenni pomyśleć o tym, jak wspaniałomyślną jest decyzja niemieckiego dowództwa, uznająca ich za jeńców wojennych i nakazująca odpowiednie traktowanie.
Dowódca oddziałów żoliborskich, ppłk Mieczysław Niedzielski (ps. „Żywiciel”) otrzymuje od dowódcy wojsk nieprzyjacielskich, gen. Hansa Kaellnera, propozycję zawieszenia broni, które zresztą nie następuje. Dowódca Żoliborza do odmownej odpowiedzi dołącza protokół oględzin miejsca morderstw na mieszkańcach Marymontu (ul. Gdańska 4), dokonanych przez wycofujące się oddziały niemieckie.
27 września 1944 w szpitalu przy ul. Śniadeckich 17 zmarł z ran 20-letni łącznik 3 batalionu pancernego „Golski” Eugeniusz Truszczyński (ps. „Zefir”). W szpitalu powstańczym przy ul. Drewnianej 8 na Powiślu został zamordowany przez Niemców mjr inż. Wacław Janaszek. Tego dnia poległ także kapitan Mieczysław Kurkowski.
W Śródmieściu Południowym działa ok. 120 punktów dożywiania, a na ul. Kruczej 9 otwarto punkt wymiany najniezbędniejszych artykułów.